# Vlinders (Loes van der Horst)
Vlinders is de officieuze titel van een artistiek kunstwerk in Amsterdam-Oost.
Kunstenares Loes van der Horst ontwierp rond 1998 als verbinding tussen twee gebouwen van het Flevohuis twee enorme blauwgroene lichtinstallaties hangende aan staalkabels onder de titel Lichtinstallatie Flevoflat. Het kreeg echter de naam Vlinders. In een later aangetroffen werktekening vermeldde de kunstenaar echter vogel en wolk. Kees Keijer van de kunstredactie van Het Parool (2023) vond de titel Vlinders niet passen binnen het werk van Van der Horst, het zou te concreet zijn. Hij verwees daarbij onder meer naar een ander beeld van haar Kabelconstructie Bijlmermeer. De beide objecten in Amsterdam-Oost geven naast elektrisch licht ook constante beweging in het licht/de lichtval dat door gaten in de bewegende objecten valt/ontstaat. Die gaten zorgen tevens voor afwatering. 
De objecten zijn elk zestien m² groot, ze zijn van drie millimeter dik aluminium en hangen aan staalkabels in de lucht. Het aluminium is beschermd door een coating waardoor ze bestand moeten zijn tegen erosie.
Ze zijn zichtbaar vanaf de Zeeburgerdijk als ook vanuit de genoemde gebouwen.